# Stay-behind
Stay-behind (stay-a sta; behind-în spate) este denumirea generică dată unor armate secrete, celule paramilitare de elită ce au făcut parte din Războiul Rece, ce operau clandestin „în spatele liniei”, în șaisprezece țări din Europa de Vest coordonate de NATO. Existența acestor celule a fost dezvăluită publicului prin mass-media abia în anul 1990. Cea mai renumită dintre acestea, prima despre care au fost făcute dezvăluiri complete, a fost Operațiunea Gladio care a funcționat în Italia.

## Istoric
În 1948 Clandestine Committee of Western Union (CCWU) a recrutat mai mulți ofițeri experimentați ai serviciilor secrete europene, chiar foști naziști spre a coordona o luptă secretă anti-comunistă. 
După crearea NATO în 1949, CCWU a fost integrat în NATO, iar din 1951 opera sub numele de Clandestine Planning Committee (CPC). Pe lângă acesta, un al doilea centru de comandă, Allied Clandestine Committee (ACC) s-a format în 1957 la ordinele Comandantului Suprem Aliat în Europa. 
Armatele secrete ale NATO, erau echipate, finanțate și antrenate de CIA și de serviciul secret britanic MI6. Aceste armate de culise au fost concepute pentru a combate o posibilă ocupație dinspre blocul de Est, gata de a fi activate în caz de invazie de către forțele Pactului de la Varșovia, dar și împotriva instaurării la putere a partidelor comuniste. 
Inițial, aceste structuri au avut rolul de a combate forțele armate ale U.R.S.S. în caz de război. Mai târziu, însă, activitatea lor s-a diversificat, astfel că au ajuns să organizeze atentate teroriste sau acte de sabotaj chiar pe teritoriul țărilor aliate din Europa de Vest, beneficiind de tăcerea complice a autorităților. Scopul principal al acestor atacuri a fost destabilizarea organizațiilor de stânga din statele respective, prin așa numita strategie de Steag fals.

## Armatele secrete din Europa
Cele mai importante structuri clandestine stay-behind au făcut parte din Clandestine Planning Committee (CCP) și Allied Clandestine Committee (ACC) care au acționat în majoritatea țărilor vest-europene. În această acțiune a existat o strânsă colaborare cu forțe și partide de dreapta. 
- Austria: pentru sporirea securității la graniță a fost creat o armată secretă cu nume de cod Österreichischer Wander-, Sport- und Geselligkeitsverein (ÖWSGV).
- Belgia: SDRA8 (ramura militară din interiorul serviciului secret militar belgian – Service General du Renseignement (SGR) și STC/Mob (din cadrul serviciilor secrete civile – Sureté de L`Etat (Sureté)
- Danemarca: Absalon
- Elveția: Projekt-26 (P-26) din cadrul serviciului secret elvețian Untergruppe Nachrichtendienst und Abwehr (UNA)
- Finlanda: Nihtilä-Haahti plan (Weapons Cache Case), înființată în timpul Războiului de Continuare între Finlanda și Uniunea Sovietică, parte a celui de-al Doilea Război Mondial.
- Franța: Plan Bleu, La Rose des Vents și Arc-en-ciel
- Germania: armata secretă avea nume de cod Technischer Dienst des Bundes Deutscher Jugend (TDBDJ)
- Grecia: în 1944 s-a creat o armată sub acoperire numită Lochos Oreinon Katadromon – LOK (Brigada Montană din Grecia).
- Italia: Oparațiunea Gladio, această armată secretă funcționa în paralel cu forțele armate, și era compusă din civili și militari antisovietici, pentru a organiza o rezistență în Italia împotriva armatei ruse.
- Luxemburg: Stay-behind, termenul folosit la nivel internațional
- Norvegia: ROC
- Marea Britanie: Auxiliary Units, înființate de Winston Churchill în timpul celui de-al doilea război mondial
- Olanda: Operations and Intelligence (O&I)
- Portugalia: Aginter
- Suedia: Informationsbyrån (IB)
- Turcia: la scurt timp după ce Turcia a aderat la NATO, pe 4 aprilie 1952, o armată sub acoperire a fost formată sub numele de cod Counter-Guerrilla.

Deși la începutul anilor `90 oficiali ai NATO și diverși lideri politici au anunțat că aceste structuri au fost dezactivate, ele își continuă totuși activitatea și în prezent, dar sub altă denumire.